# Aenasius connectens
Aenasius connectens är en stekelart som beskrevs av Kerrich 1967. Aenasius connectens ingår i släktet Aenasius och familjen sköldlussteklar.
Artens utbredningsområde är Uruguay. Inga underarter finns listade i Catalogue of Life.